# Gemeentelijke herindelingsverkiezingen in Nederland 1984
Gemeentelijke herindelingsverkiezingen in Nederland 1984 geeft informatie over tussentijdse verkiezingen voor een gemeenteraad in Nederland die gehouden werden in 1984.
De verkiezingen werden gehouden in 14 gemeenten die betrokken waren bij een herindelingsoperatie die op 1 januari 1985 is doorgevoerd.

## Verkiezingen op 3 oktober 1984
- de gemeenten Herwen en Aerdt en Pannerden: samenvoeging tot een nieuwe gemeente Rijnwaarden.[1]

## Verkiezingen op 24 oktober 1984
- de gemeenten Poortugaal en Rhoon: samenvoeging tot een nieuwe gemeente Albrandswaard;[2]
- de gemeenten Ammerstol, Bergambacht en Berkenwoude: samenvoeging tot een nieuwe gemeente Bergambacht;[3]
- de gemeenten Krimpen aan de Lek en Lekkerkerk: samenvoeging tot een nieuwe gemeente Nederlek;[3]
- de gemeenten Gouderak en Ouderkerk aan den IJssel: samenvoeging tot een nieuwe gemeente Ouderkerk;[3]
- de gemeenten Haastrecht, Stolwijk en Vlist: samenvoeging tot een nieuwe gemeente Vlist.[3]

Door deze herindelingen daalde het aantal gemeenten in Nederland per 1 januari 1985 van 749 naar 741.